# Emesis borealis
Emesis borealis är en fjärilsart som beskrevs av Augustus Radcliffe Grote och Robinson 1866. Emesis borealis ingår i släktet Emesis och familjen Riodinidae. Inga underarter finns listade i Catalogue of Life.